# Doronicum schischkinii
Doronicum schischkinii là một loài thực vật có hoa trong họ Cúc. Loài này được Serg. mô tả khoa học đầu tiên năm 1949.